# Itemirus medullaris
Itemirus medullaris var en dromaeosaurid som levde under slutet av krita för 90 milj. år sedan.
Det första fossila fyndet från Itemirus medullaris var en hjärnskål, som hittad i Uzbekistan, år 1976.